# 丹尼·希图
丹尼·希图（英語：Daniel Olusola "Danny" Shittu，1980年9月2日—）是尼日利亚足球运动员，司职后卫。

## 职业生涯
希图在查尔顿开始职业足球生涯，但他没有为查尔顿队在联赛中出场。2001年，他被查尔顿先后租借到布莱克浦和女王公园巡游者。女王公园巡游者在2002年1月以35万英镑的价格买入希图，这笔钱是由女王公园巡游者的球迷阿历克斯·温顿（Alex Winton）垫付的，此外他还支付了希图在女王公园巡游者第一个赛季的工资。
2006年，西布罗姆维奇准备签入希图，他来到西布罗姆维奇并通过俱乐部的体检，但在8月6日，英超联赛升班马沃特福德宣布花费160万英镑买入希图，这次转会也因此引起争议。
11月7日，希图在沃特福德2比2战平纽卡斯尔联的联赛杯中打进加盟球队的第一个进球，但在随后的点球决胜中，希图却罚失点球。2007年5月5日，他打进自己的第一个英超进球，帮助球队2比0战胜雷丁。该赛季沃特福德在英超联赛中排名殿底，降级至冠军联赛。
20082月16日，希图在和母队查尔顿的英冠赛事中先打进一个乌龙球，随后又取得一个进球，最终两队2比2握手言和。由于希图在2007-08赛季中表现出色，在各项赛事中打进9个进球，他入选冠军联赛赛季最佳阵容。
2008年8月6日，英超球队博尔顿在和流浪者的竞争中胜出，和希图签订三年的合约。
2010年9月，希图和博尔顿提前解约。雖然有中東及歐洲的球會對他有興趣，但他於10月20日加盟英冠球會米禾爾，簽署三個月短期合約，期間在聯賽上陣9場及足總盃1場，於2011年1月約滿後被放棄。1月27日以短約形式重返舊東家女王公园巡游者效力直到球季結束。隨著昆士柏流浪取得英冠冠軍升班到英超，希图與球會在2011年7月8日續約一年。
2012年8月13日，希图重返英冠米禾爾並簽署一年合約。
2013年5月16日，希图與米禾爾簽署一份兩年新合約留隊至2015年夏季。

## 榮譽
個人
- PFA年度社區球員：2015年；

## 外部連結
- 丹尼·希图於米禾爾官網簡歷  （英文）
- Danny Shittu profile
- 足球数据库：丹尼·希图的球员统计数据